# Серёгин, Михаил Вячеславович
Михаил Вячеславович Серёгин (1 мая 1967, Киржач, Владимирская область — 30 марта 2000, Чечня) — старший лейтенант, сотрудник Управления «В» («Вымпел») Центра специального назначения ФСБ Российской Федерации, участник войны в Афганистане и антитеррористических операций в период Второй чеченской войны, погиб при исполнении служебных обязанностей.

## Биография
Михаил Вячеславович Серёгин родился 1 мая 1967 года в городе Киржаче Владимирской области. Окончил среднюю школу № 1 в родном городе. В 1985 году был призван на сужбу в Вооружённые Силы СССР. Принимал участие в Афганской войне в частях воздушно-десантных войск, входивших в состав ограниченного контингента советских войск в Демократической Республике Афганистан. Был бойцом разведывательного батальона, принимал участие в более чем ста двадцати разведывательных выходах. За боевые отличия был удостоен медали «За отвагу». В 1987 году был демобилизован и вернулся на родину, где поступил во Владимирский государственный педагогический институт. Окончив его, работал преподавателем физической культуры в средней школе № 5, расположенной в посёлке Красный Октябрь в город Киржаче.
В 1996 году поступил на службу в Федеральную службу безопасности Российской Федерации, был зачислен в 3-й отдел специального подразделения «Вымпел». С началом Второй чеченской войны два раза командировался на Северный Кавказ для участия в проведении контртеррористических операций. Так, группа спецназовцев, в которую входил и Серёгин, выполнила специальное задание по перехвату шедшего через границу груза оружия, предназначавшегося для сепаратистов. В ходе этой операции Серёгин осуществлял прикрытие сапёров, устанавливавших мины на дорогах. Когда машины с грузом подорвались на минах, «вымпеловцы» открыли по боевикам шквальный огонь, полностью уничтожив колонну.
30 марта 2000 года в ходе очередного боевого выхода на территории Веденского района Чеченской республики группа «Вымпела» подорвалась на установленном боевиками фугасе. При взрыве погибли Серёгин и два его сослуживца — капитан Николай Щекочихин и младший лейтенант Валерий Александров. Посмертно он был удостоен ордена Мужества.

## Память
- В честь Серёгина названа улица в его родном городе Киржаче.
- Его имя носит Киржачская средняя школа № 1, которую он когда-то оканчивал. В школе создан музей, на её здании установлена мемориальная доска.
- Памяти Серёгина в Киржаче ежегодно проводится лыжный марафон, его имя носит детский лыжный спортклуб[3].